# Шестаев, Аркадий Александрович
Аркадий Александрович Шестаев (29 сентября 1934, Челябинск) — советский футболист, полузащитник, советский и российский футбольный тренер. Также играл в хоккей с шайбой.

## Биография
Воспитанник челябинского спорта, первый тренер — Пётр Дементьевич Токарев.
Начал взрослую футбольную карьеру в 1953 году в составе челябинского «Авангарда», выступавшего в классе «Б». Также в сезоне 1953/54 выступал за эту же команду в высшей лиге по хоккею с шайбой, сыграл 10 матчей и забросил одну шайбу, по окончании сезона прекратил выступления в хоккее.
В ходе сезона 1954 года перешёл в свердловский ОДО. В 1955 году стал победителем класса «Б», будучи основным игроком команды. В классе «А» дебютировал в матче первого тура, 1 апреля 1956 года против московского «Спартака» (0:6), однако затем потерял место в основе и следующий матч провёл только в сентябре. Всего в высшей лиге сыграл 2 матча.
В 1957 году вернулся в Челябинск и несколько лет выступал за местный «Локомотив». В 1962 году часть сезона провёл в уфимском «Строителе», а с 1964 года до конца карьеры играл за «Металлург» (Магнитогорск).
После окончания игровой карьеры много лет тренировал коллективы физкультуры из Магнитогорска, Южноуральска и Челябинска. Неоднократный призёр областных и городских чемпионатов. В 1984 году работал в тренерском штабе «Локомотива» (Челябинск). В 1993 году вошёл в тренерский штаб магнитогорского «Металлурга», а в ходе сезона стал его главным тренером.